# Saint-Chaffrey
Saint-Chaffrey (en occitan alpin Sant Chafrèi [sã tʃaˈfʁɛj]) est une commune française située dans le département des Hautes-Alpes en région Provence-Alpes-Côte d'Azur. Le départ principal sur la station de sports d'hiver de Serre Chevalier Vallée est situé sur la commune. C'est l'une des cinq communes formant la banlieue de l'unité urbaine de Briançon.

## Géographie
La commune de Saint-Chaffrey est composée des villages de Saint-Chaffrey, Chantemerle, Villard-Laté et de celui de La Gérarde qui touche la ville de Briançon. Saint-Chaffrey se situe à 1 365 m d'altitude dans la vallée de la Guisane à cinq kilomètres au nord-ouest de Briançon en direction du col du Lautaret.

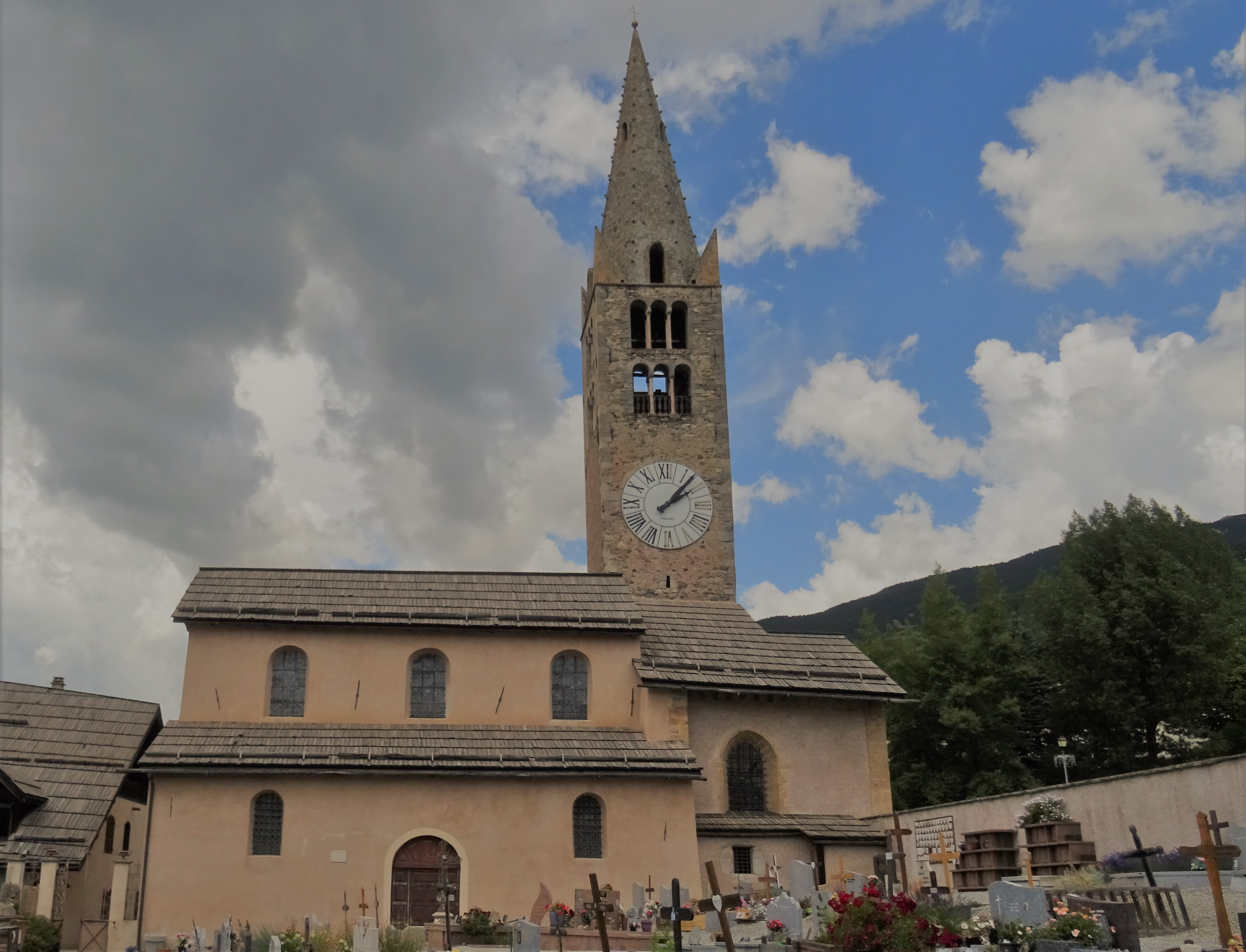

### Climat
Pour des articles plus généraux, voir Climat de Provence-Alpes-Côte d'Azur et Climat des Hautes-Alpes.
En 2010, le climat de la commune est de type climat de montagne, selon une étude du Centre national de la recherche scientifique s'appuyant sur une série de données couvrant la période 1971-2000. En 2020, Météo-France publie une typologie des climats de la France métropolitaine dans laquelle la commune est exposée à un climat de montagne ou de marges de montagne et est dans la région climatique Alpes du sud, caractérisée par une pluviométrie annuelle de 850 à 1 000 mm, minimale en été.
Pour la période 1971-2000, la température annuelle moyenne est de 7,3 °C, avec une amplitude thermique annuelle de 16,8 °C. Le cumul annuel moyen de précipitations est de 818 mm, avec 7,5 jours de précipitations en janvier et 7,2 jours en juillet. Pour la période 1991-2020, la température moyenne annuelle observée sur la station météorologique de Météo-France la plus proche, « Villar St Pancrace », sur la commune de Villar-Saint-Pancrace à 6 km à vol d'oiseau, est de 8,8 °C et le cumul annuel moyen de précipitations est de 636,0 mm. 
La température maximale relevée sur cette station est de 36,2 °C, atteinte le 23 août 2023 ; la température minimale est de −18 °C, atteinte le 5 février 2012,,.
Les paramètres climatiques de la commune ont été estimés pour le milieu du siècle (2041-2070) selon différents scénarios d'émission de gaz à effet de serre à partir des nouvelles projections climatiques de référence DRIAS-2020. Ils sont consultables sur un site dédié publié par Météo-France en novembre 2022.

## Urbanisme

### Typologie
Au 1er janvier 2024, Saint-Chaffrey est catégorisée ceinture urbaine, selon la nouvelle grille communale de densité à 7 niveaux définie par l'Insee en 2022.
Elle appartient à l'unité urbaine de Briançon, une agglomération intra-départementale dont elle est une commune de la banlieue,. Par ailleurs la commune fait partie de l'aire d'attraction de Briançon, dont elle est une commune de la couronne,. Cette aire, qui regroupe 15 communes, est catégorisée dans les aires de moins de 50 000 habitants,.

### Occupation des sols
Le tableau ci-dessous présente l'occupation des sols de la commune en 2018, telle qu'elle ressort de la base de données européenne d’occupation biophysique des sols Corine Land Cover (CLC).
| Type d’occupation                             | Pourcentage | Superficie (en hectares) |
| --------------------------------------------- | ----------- | ------------------------ |
| Tissu urbain discontinu                       | 6,3 %       | 162                      |
| Prairies et autres surfaces toujours en herbe | 4,8 %       | 122                      |
| Forêts de conifères                           | 48,8 %      | 1251                     |
| Pelouses et pâturages naturels                | 15,2 %      | 391                      |
| Landes et broussailles                        | 3,4 %       | 88                       |
| Forêt et végétation arbustive en mutation     | 3,8 %       | 97                       |
| Roches nues                                   | 5,3 %       | 135                      |
| Végétation clairsemée                         | 12,4 %      | 319                      |
| Source : Corine Land Cover                    |             |                          |

## Toponymie
Le nom de la localité est attesté sous la forme latine Sanctus Theotfredus et Sanctus Theofredus en 1118, Sanctus Theoffredus en 1299. Le nom de ce saint reste stable jusqu'en 1540; date à laquelle nous voyons Théofred devenir Chaffrey avec un Saint Chaffre.
Sant Chafrei en occitan[réf. nécessaire].

## Histoire
Le village est répertorié dans l'inventaire des communautés de commune du Briançonnais de la Charte de 1343 comme Sanctus Theofredus (qui a donné Saint Théoffrey, puis Tchoffrey et enfin Chaffrey).
Le 20 juin 1940, quelques obus tirés par le fort italien du Mont Chaberton, s'abattirent sur le village. L'un d'eux toucha une chapelle située sur la Traverse de l'Ange Gardien.

### Liste des maires

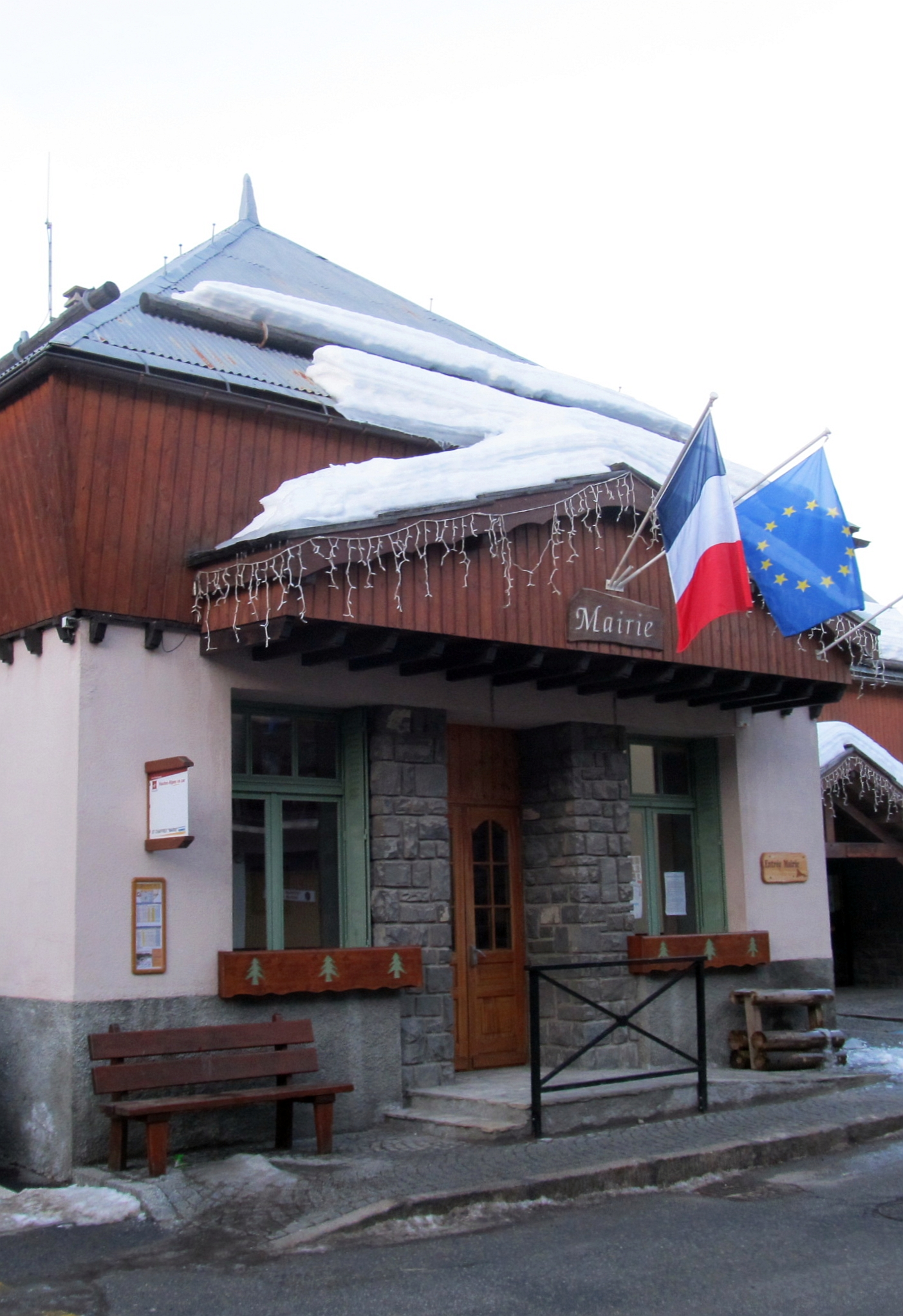
La mairie.

| Période                                  | Période         | Identité             | Étiquette | Qualité                                          |
| ---------------------------------------- | --------------- | -------------------- | --------- | ------------------------------------------------ |
| Les données manquantes sont à compléter. |                 |                      |           |                                                  |
| mars 1929                                | mars 1941       | Antoine Guidon       |           |                                                  |
| mars 1941                                | mars 1945       | René Blanchard       |           |                                                  |
| mars 1945                                | mars 1965       | Joseph Puy           | PCF       | Ouvrier en bois, conseiller général              |
| mars 1965                                | mars 1976       | Pierre Chauvin       | DVD       | Commerçant                                       |
| mars 1976                                | mars 1989       | Georges Kouyoumdjian | PS        | Conseiller général                               |
| mars 1989                                | mars 1995       | Paul Blanchard       |           | Entrepreneur                                     |
| mars 1995                                | mars 2001       | Henri Raoux          | DVD       | cadre DDE                                        |
| mars 2001                                | mars 2008       | Edith Faure-Vincent  |           | Institutrice                                     |
| mars 2008                                | mars 2014       | Henri Raoux          | DVD       | Retraité DDE                                     |
| mars 2014                                | 16 février 2016 | Jean-Luc Neveu       | DVG       | Commerçant                                       |
| juillet 2016                             | juillet 2020    | Catherine Blanchard  | DVG       | Fonctionnaire de catégorie B                     |
| juillet 2020                             | En cours        | Corinne Chanfray,    | LR        | Cadre administrative et commerciale d'entreprise |

## Démographie
En 2012, la commune comptait 1 663 habitants. L'évolution du nombre d'habitants est connue à travers les recensements de la population effectués dans la commune depuis 1793. À partir du XXIe siècle, les recensements réels des communes de moins de 10 000 habitants ont lieu tous les cinq ans, contrairement aux autres communes qui ont une enquête par sondage chaque année.
L'évolution du nombre d'habitants est connue à travers les recensements de la population effectués dans la commune depuis 1793. Pour les communes de moins de 10 000 habitants, une enquête de recensement portant sur toute la population est réalisée tous les cinq ans, les populations de référence des années intermédiaires étant quant à elles estimées par interpolation ou extrapolation. Pour la commune, le premier recensement exhaustif entrant dans le cadre du nouveau dispositif a été réalisé en 2004.

En 2022, la commune comptait 1 504 habitants, en évolution de −8,01 % par rapport à 2016 (Hautes-Alpes : +0,4 %, France hors Mayotte : +2,11 %).
| 1793 | 1800  | 1806  | 1821  | 1831  | 1836  | 1841  | 1846  | 1851  |
| ---- | ----- | ----- | ----- | ----- | ----- | ----- | ----- | ----- |
| 963  | 1 058 | 1 085 | 1 174 | 1 316 | 1 309 | 1 247 | 1 286 | 1 338 |

| 1856  | 1861  | 1866  | 1872  | 1876  | 1881  | 1886  | 1891  | 1896  |
| ----- | ----- | ----- | ----- | ----- | ----- | ----- | ----- | ----- |
| 1 366 | 1 285 | 1 225 | 1 244 | 1 316 | 1 329 | 1 273 | 1 189 | 1 188 |

| 1901  | 1906  | 1911  | 1921 | 1926 | 1931 | 1936 | 1946 | 1954 |
| ----- | ----- | ----- | ---- | ---- | ---- | ---- | ---- | ---- |
| 1 148 | 1 147 | 1 163 | 987  | 863  | 832  | 912  | 963  | 986  |

| 1962 | 1968 | 1975 | 1982  | 1990  | 1999  | 2004  | 2006  | 2009  |
| ---- | ---- | ---- | ----- | ----- | ----- | ----- | ----- | ----- |
| 844  | 831  | 947  | 1 287 | 1 424 | 1 569 | 1 689 | 1 706 | 1 635 |

| 2014  | 2019  | 2022  | - | - | - | - | - | - |
| ----- | ----- | ----- | - | - | - | - | - | - |
| 1 645 | 1 531 | 1 504 | - | - | - | - | - | - |

## Informations
- Rang national (population)   5 640e
- Superficie                   25,88 km2
- Densité de la population        66 hab/km2
- Habitants                      Tabazaous (prononcé Tabazaw)

## Monuments et lieux
Les monuments classés « Patrimoine historique » de la commune :
- Le clocher de l'église catholique Saint-Chaffrey fait l'objet d'un classement au titre des monuments historiques depuis le 12 novembre 1990[25].
- La chapelle Saint-Arnould de Saint-Chaffrey fait l'objet d'un classement au titre des monuments historiques depuis le 25 octobre 1990[26].

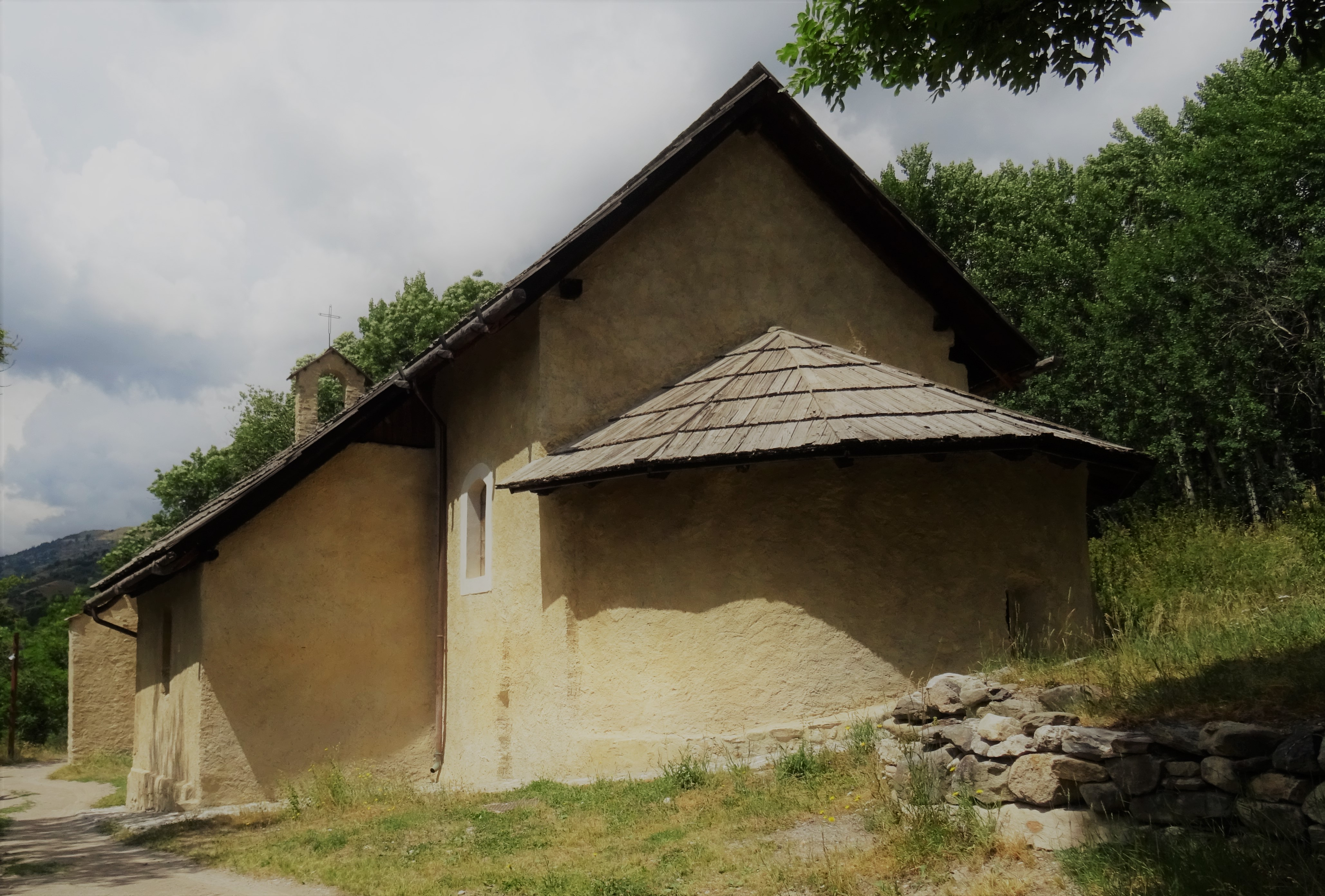
chapelle Saint-Arnould
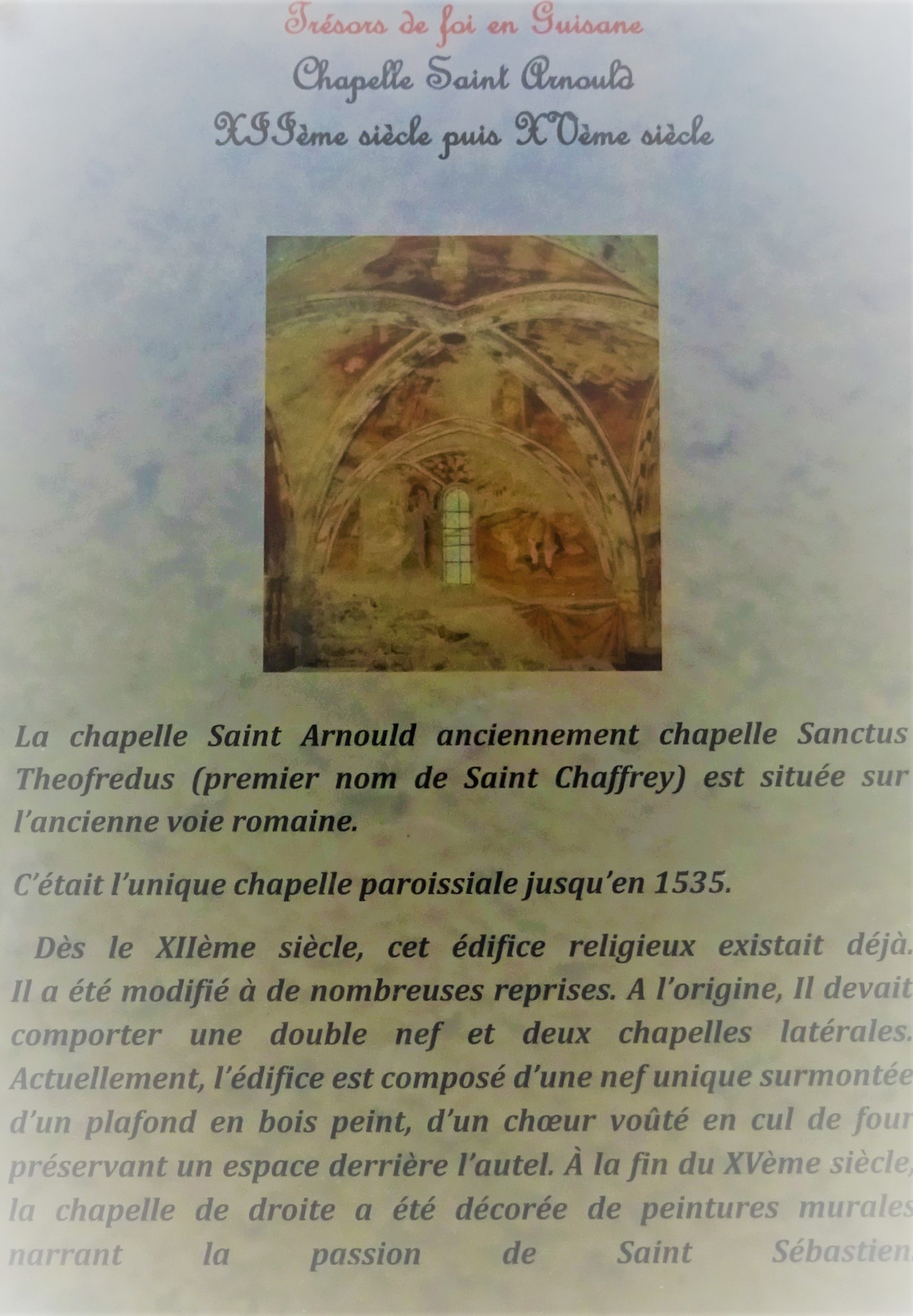
Histoire de la chapelle
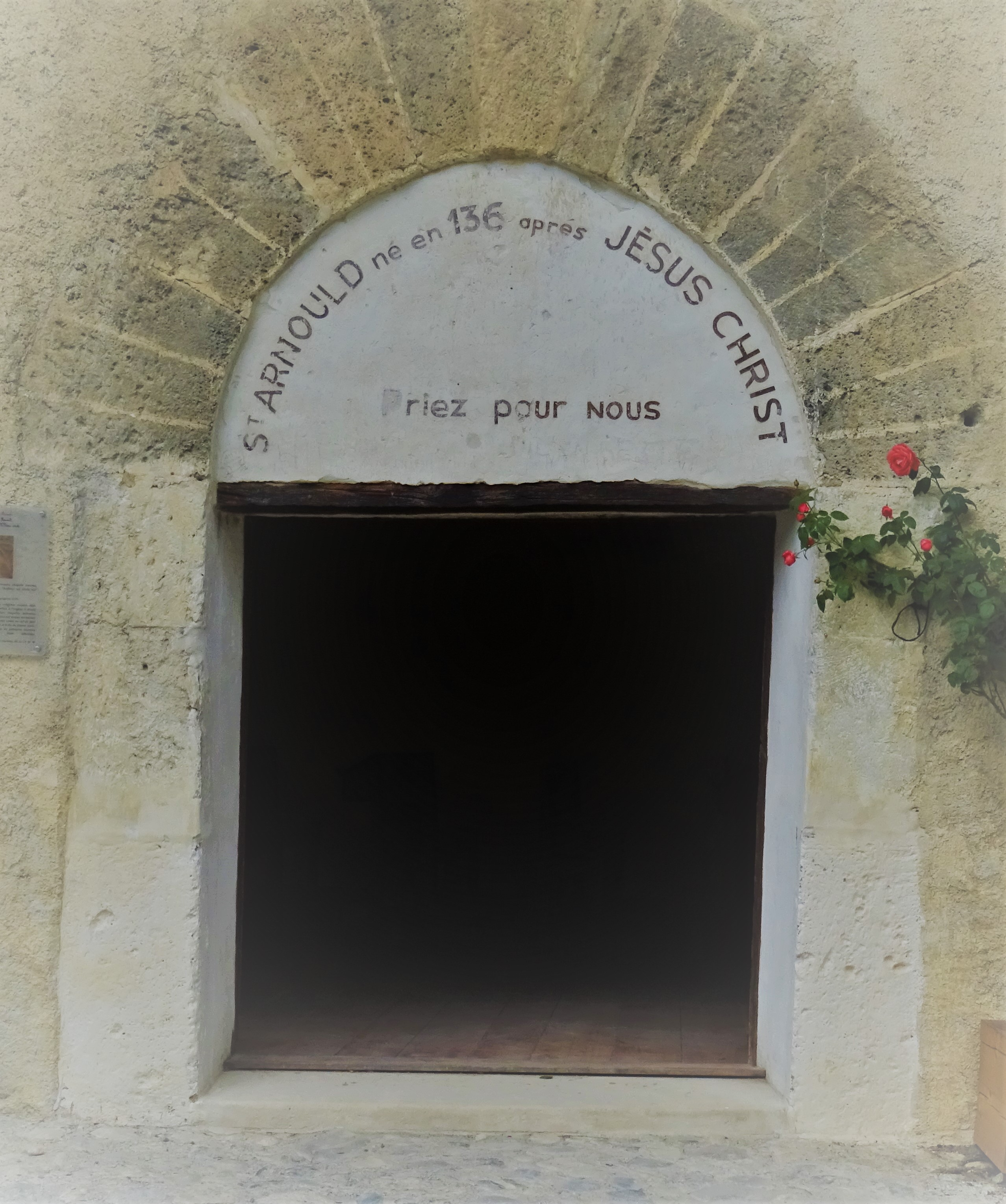
Porte d'entrée de la chapelle
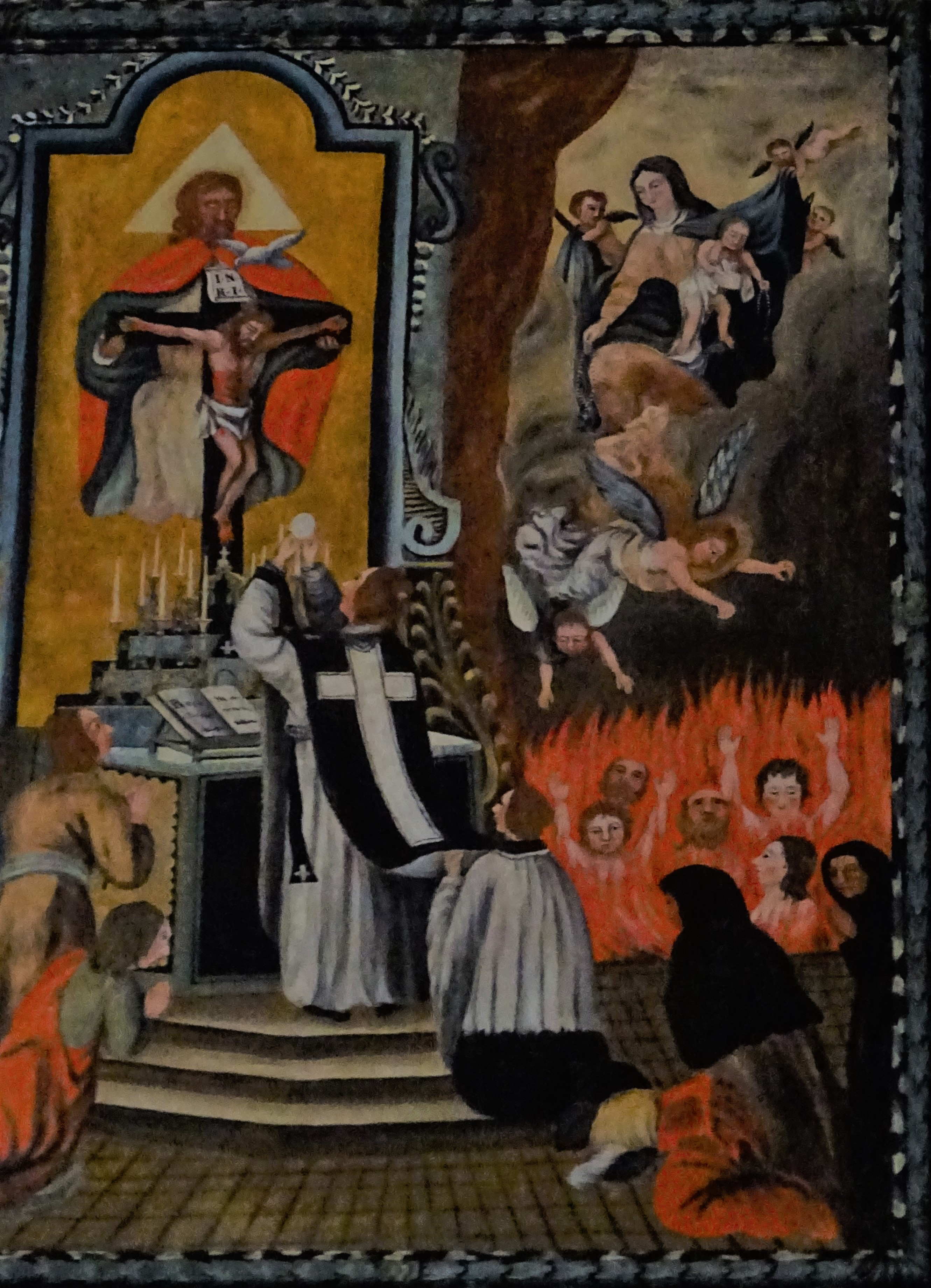
Paradis ou enfer ?
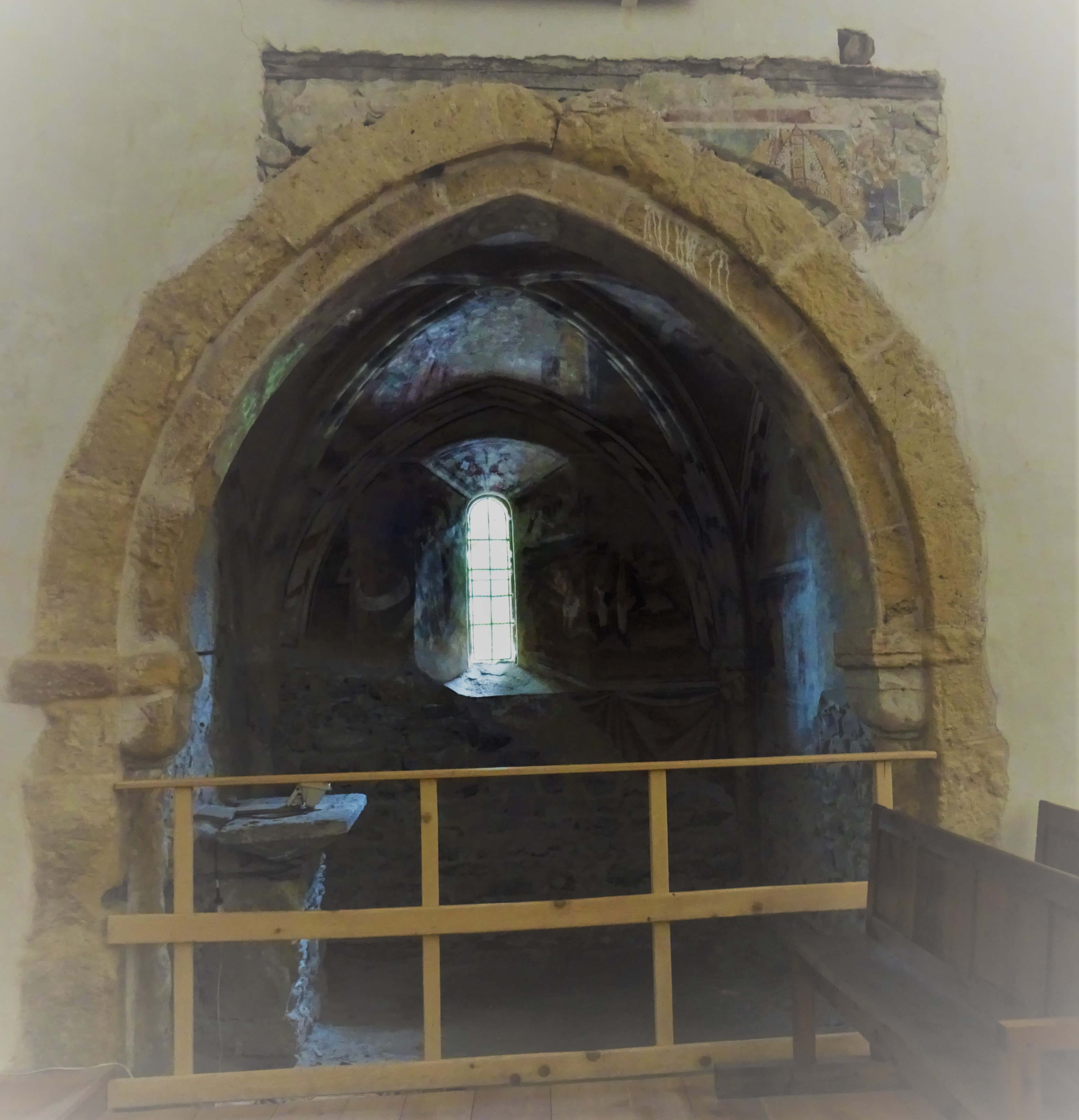
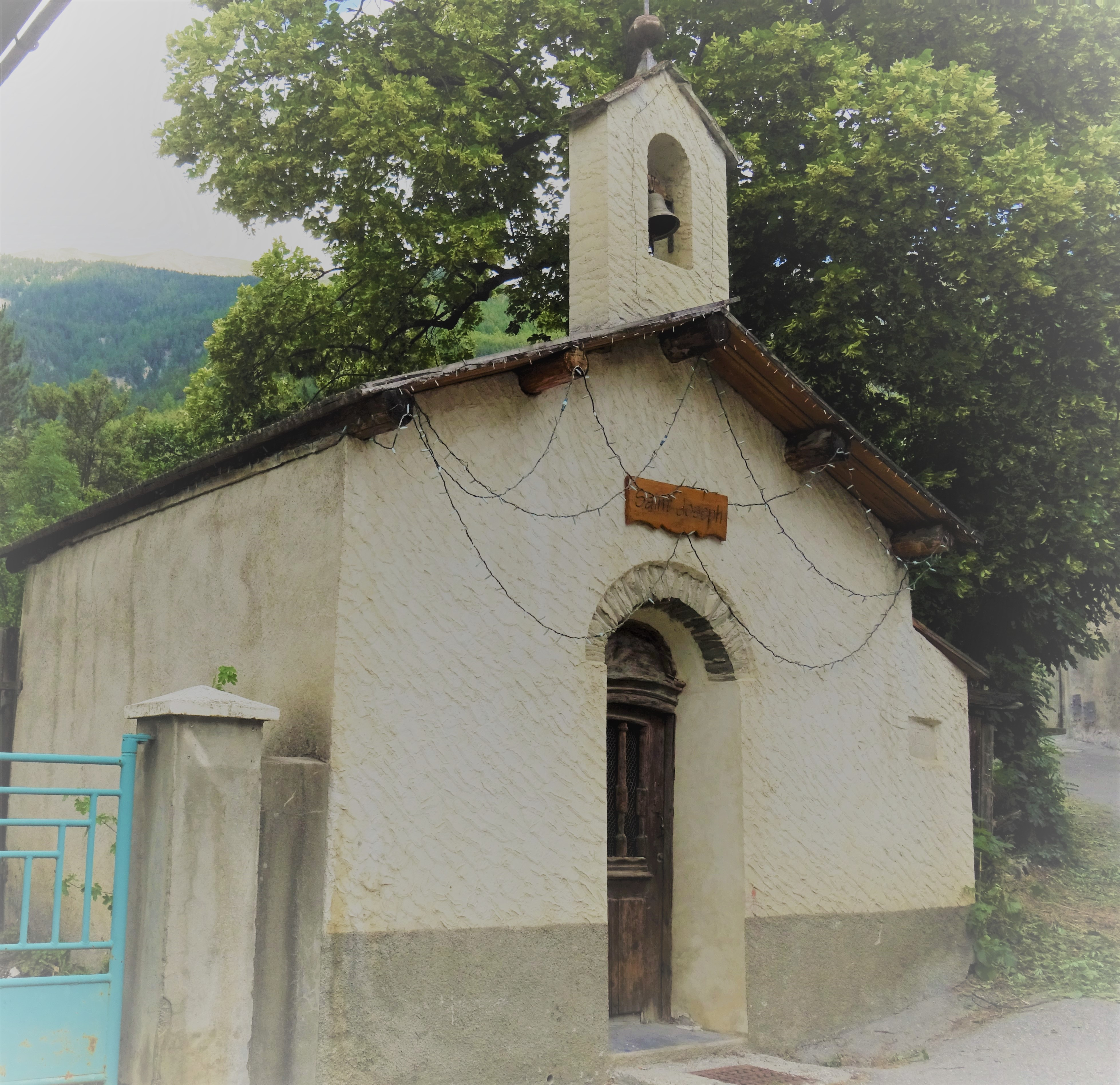
Chapelle Saint- Joseph
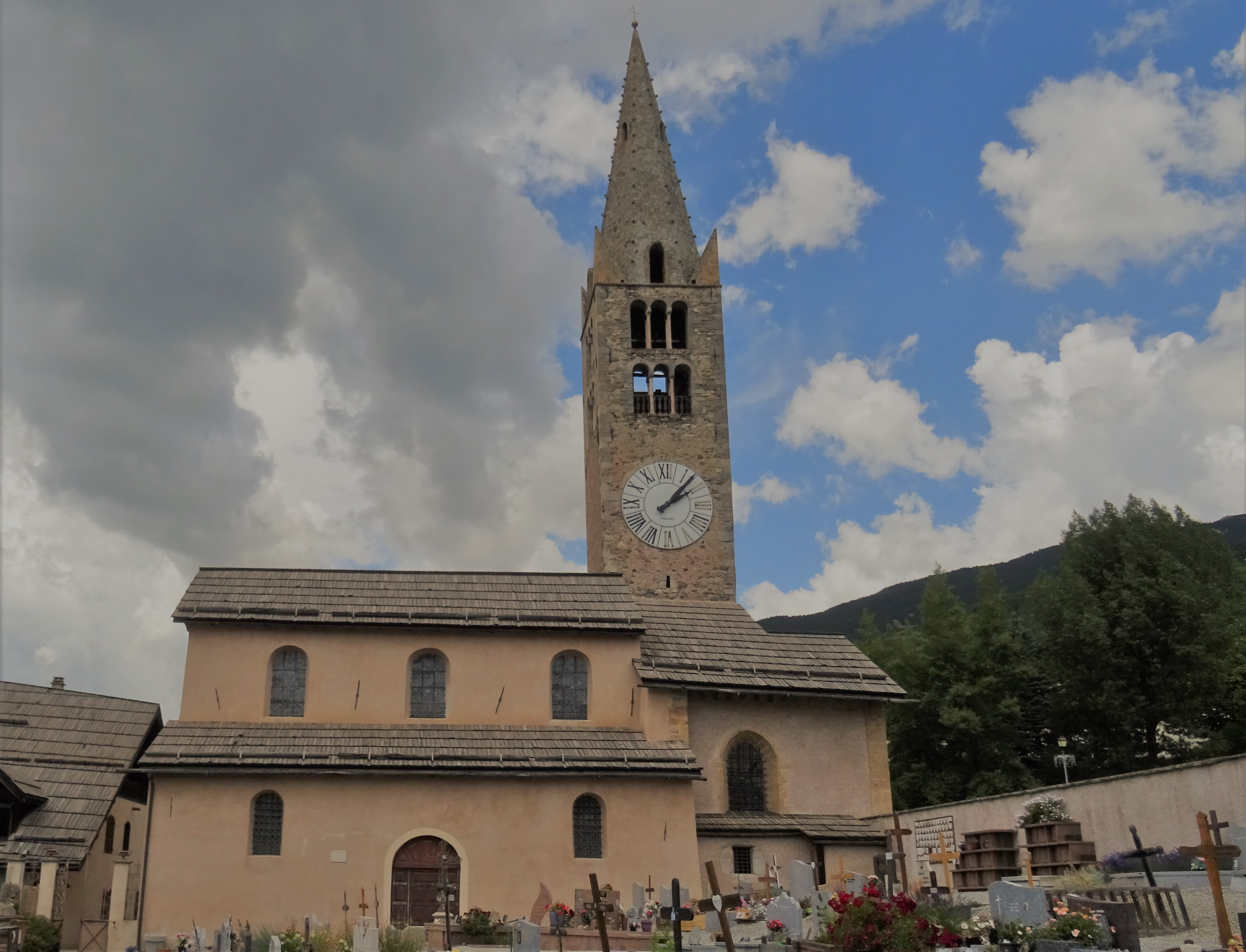
église de Saint-Chaffrey vue latérale

- Une maison avec un cadran solaire de Zarbula fait l’objet d’un classement au titre des monuments historiques depuis le 31 mai 1995[27].

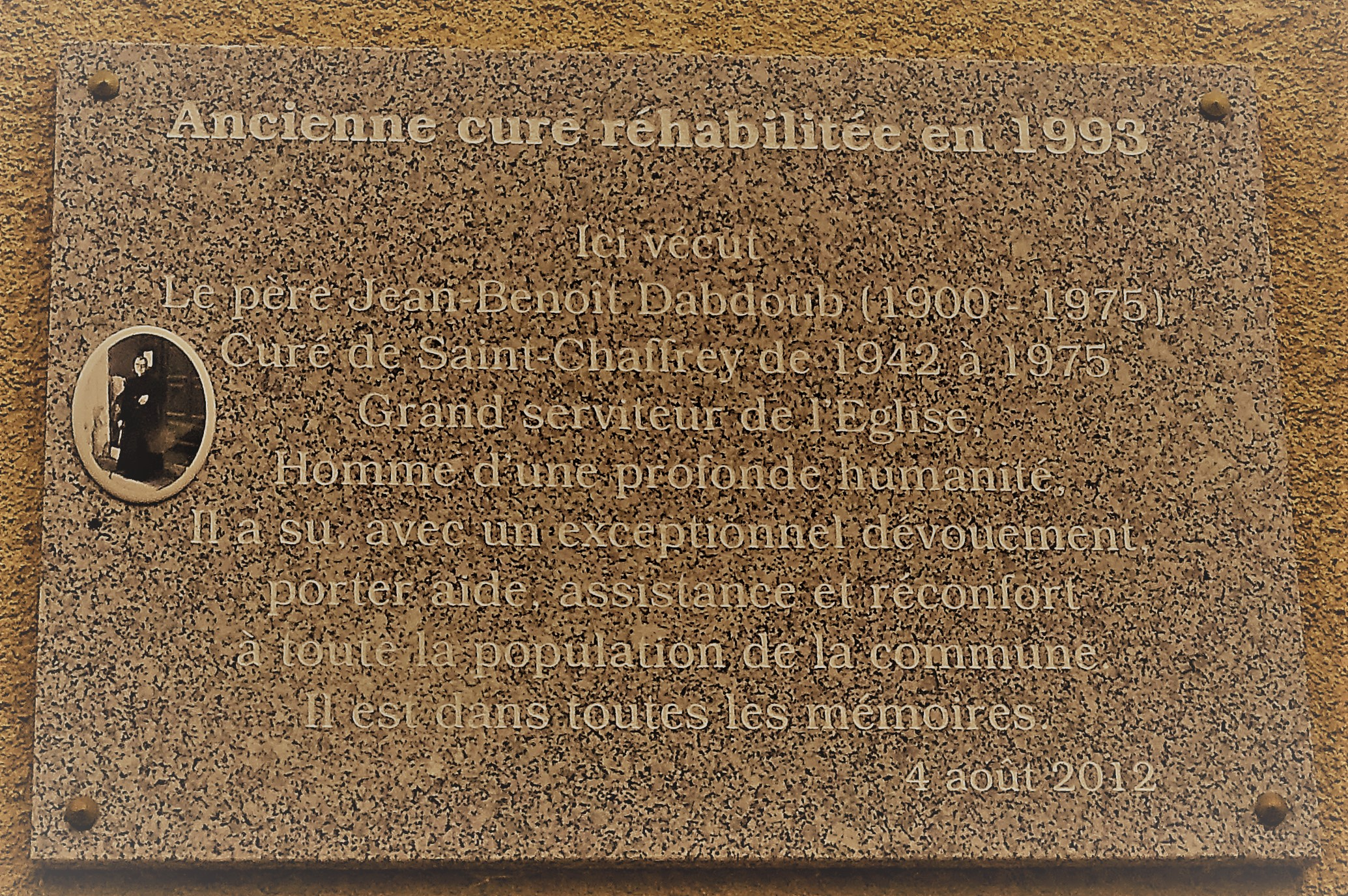
Plaque en mémoire du curé Dabdoub

- Plaque en mémoire du curé DabdoubPlaque commémorative apposée le 4 août 2012 sur l'ancien presbytère en hommage au Père Jean Dabdoub, curé de Saint-Chaffrey de 1942 à 1975.

Les lieux :
- Serre Chevalier
- Chantemerle
- Le col de Granon (2 413 mètres)
- La chapelle Saint-Arnould (fresque du XIe siècle)
- L'ancienne mine de charbon des Eduits
- La Pierre aux Œufs (pierre à cupules néolithique)
- Le pont-levis
- La cascade de la Pisse
- Croix la Cime (2 645 mètres)
- Croix le Pied
- Les Crêtes de Peyrolles
- Chapelle Saint-Roch de Saint-Chaffrey
- Église Saint-Jacques-le-Majeur de Chantemerle
- Chapelle Saint-Antoine de Villard-Laté
- Chapelle Sainte-Marie-Madeleine de Villard-Laté
- Chapelle Saint-Joseph de la Portète
- Chapelle des Tronchets de la Transfiguration

## Personnalités liées à la commune
- Léon Laurençon, homme politique né le 16 octobre 1841 à Saint-Chaffrey (Hautes-Alpes) et décédé le 12 juillet 1922, à Chantemerle, hameau de la commune de Saint-Chaffrey.
- Père Jean Dabdoub, curé de Saint-Chaffrey, de 1942 à 1975
- Luc Alphand, skieur alpin et pilote automobile originaire de Chantemerle
- Pierre Vaultier, snowboardeur

## Héraldique
| Blason de Saint-Chaffrey | Blason  | D'azur aux trois barres de gueules*, au léopard lionné d'argent brochant sur le tout.                                                       |
| Blason de Saint-Chaffrey | Détails | * Il y a là non-respect de la règle de contrariété des couleurs : ces armes sont fautives. Le statut officiel du blason reste à déterminer. |

## Tour de France
Plusieurs étapes du Tour de France se sont déroulées sur la commune de Saint-Chaffrey :
Arrivées
| Année | Étape | Ville de départ | Vainqueur                    |
| ----- | ----- | --------------- | ---------------------------- |
| 1974  | 11    | Aix-les-Bains   | Vicente López Carril Espagne |
| 1975  | 16    | Barcelonnette   | Bernard Thévenet France      |
| 1986  | 17    | Gap             | Eduardo Chozas Espagne       |
| 1993  | 10    | Villard-de-Lans | Tony Rominger Suisse         |
| 2022  | 11    | Albertville     | Jonas Vingegaard Danemark    |

Départs
| Année | Étape | Ville d'arrivée | Vainqueur             |
| ----- | ----- | --------------- | --------------------- |
| 1980  | 17    | Morzine         | Mario Martinez France |
| 1993  | 11    | Isola 2000      | Tony Rominger Suisse  |